# 韋昭
韋昭（201年—273年），字弘嗣。吳郡雲陽（今江蘇丹陽）人。東吳史學家、經學家。因避司马昭之讳，《三国志》称其为韦曜。

## 生平
少時好學能文。早年曾任丞相掾、西安令、尚書郎、太子中庶子、黃門侍郎、太史令等職。
258年，孫綝廢孫亮，立孫休為吳國皇帝，改年號永安，詔立五經博士而創設國學，立太學博士制度，開南京設皇家中央學府之始，為南京太學之濫觴；韋昭官拜中書郎，出任博士祭酒，掌管國子學。
264年孫休亡，孫皓即位，韋昭封高陵亭侯，擔任中書僕射、侍中，領左國史。时孙皓欲为其父孙和立本纪，韦昭认为孙和并非皇帝应入列传。二人多次发生类似之事，使韦昭甚是忧虑。他自称衰老而请求辞官，专心著书。孙皓终是不听。後与孙皓不和愈加严重，孙皓以其不承用诏命，意不忠尽，终為孫皓所害，時鳳皇二年（273年），享年73歲。

## 评价
韋昭一生，历经东吴四朝，是中国古代史上从事史书编纂时间最长的史学家，目為東吳第一史家。後世《三國志》多取材其《吳書》，南朝宋裴松之為《吳志》（到北宋才合為《三國志》）作注亦有用此書。

## 家族
子韋隆，亦有文學天賦。

## 書目
- 《吳書》 （合著者：華覈、周昭、薛瑩、梁廣）
- 《博弈论》，收录于《文选卷五十二·论二》
- 《漢書音義》
- 《國語注》
- 《春秋外傳國語》
- 《辯釋名》
- 《孝經解贊》
- 《注孝经论语》
- 《洞记》
- 《官职训》
- 《吳興錄》
- 《三吳郡國志》

## 延伸阅读
[在维基数据编辑]
 在维基文库阅读此作者作品
 《三國志·卷65》，出自陳壽《三國志》